# Сердце-зверь
«Сердце-зверь» (нем. Herztier) — роман лауреата Нобелевской премии по литературе 2009 года Герты Мюллер (нем. Herta Müller), изданный в 1994 году.
В романе рассказывается о группе молодых людей (Эдгар, Георг, Курт и девушка-рассказчик), чья дружба была уничтожена разрушительным влиянием тоталитарного общества времён Чаушеску (Румыния, 1980-е годы). Роман носит автобиографический характер.
Роман «Сердце-зверь» впервые вышел в издательстве «Rowohlt Verlag» и был номинирован  на немецкую литературную премию Kleist-Preis в 1994 году и одну из наиболее престижных литературных премий в мире International IMPAC Dublin Literary Award (Дублинская литературная премия) в 1998 году.

## Перевод на русский язык
- Сердце-зверь / Перевод с немецкого Г. В. Снежинской. СПб.: Амфора, 2010. — 255 с.